# ORF10
ORF10 هو إطار قراءة مفتوح (ORF) يتواجد في جينوم فيروس كورونا سارس-كوف-2. طوله 38 كودونا، وهو غير منحفض في جميع فيروسات بيتا السارسية (Sarbecoviruses) بما في ذلك سارس-كوف. في دراسات حدث بسبب جائحة كوفيد 19، أثار ORF10 اهتمام الباحثين لكونه أحد جينين غير منحفظين بين سارس-كوف وسارس-كوف-2 للبروتينات الفيروسية الملحقة  ووُصف في البداية على أنه: جين مشفر لبروتين خاضع لاصطفاء ايجابي على الأرجح. ورغم أنه يُضاف إلى قائمة جينات البروتينات الملحقة الخاصة بسارس-كوف-2 إلا أن دلائل تجريبية ومعلوماتية حيوية تقترح بأن ORF10 على الأرجح ليس جينا مشفرا لبروتين وظيفي.

## الخصائص
يتواجد ORF10 مع الاتجاه بالنسبة لجين القفيصة النووية. وهو إطار القراءة المفتوح الذي وُصِّفَ في أقصى النهاية 3' من الجينوم، ويشفر بروتينا افتراضيا طوله 38 حمض أميني.

## التعبير والوظيفة
من غير المرجح أن ORF10 يُترجم تحت الظروف الطبيعية، لأن الرنا الجينومي الفرعي الذي يحتوي على منطقة ORF10 لم يتم تحديده، مع ذلك وُجدت بعض التسلسلات منه في برفلة الريبوسوم. حين يُبالغ في التعبير عنه تجريبيا، أُبلغ أن بروتين ORF10 يتآثر مع مركب البروتين المكون من ZYG11B وليغاز الكالين-رينغ [الإنجليزية]. لكن آُظهِر أن هذا التآثر متواجد في الدراسات المختبرية لدورة حياة الفيروس.

## التطور
وصفت بعض دراسات جينومات سارس-كوف-2 الـORF10 بأنه على الأرجح وظيفي وعلى الأرجح تحت اصطفاء إيجابي. لكن تم تحديد كودونات توقف مبتسرة في متحورات سارس-كوف-2 وفي العديد من تسلسلات فيروسات بيتا السارسية، وهو ما يوحي بأن ناتج البروتين المحتمل ليس أساسيا لتضاعف الفيروس. فقدان ORF10 لم يظهر كذلك أي تأثير على التضاعف تحت الشروط التجريبية في المختبر. اقتُرح استنادا على تحاليل من المعلوماتية الحيوية أن انحفاظ هذا التسلسل الظاهر في سارس-كوف-2 قد لا يكون بسبب وظيفةٍ في تشفير بروتين بل بسبب بنية رنا ثانوية منحفظة في هذه المنطقة. تتداخل هذه المنطقة المحفوظة، والتي تمتد وراء الـORF10 نفسه مع العقدة الكاذبة لمغم 3' لفيروس كورونا وهي بنية ثانوية معروفة بدورها في تضاعف الجينوم.